# Widerico
Widerico o Auderico fue un eclesiástico visigodo contemporáneo de los reyes Chindasvinto y Recesvinto, obispo de Sigüenza desde cerca del año 640 hasta después del 656. 
Las únicas noticias históricas acerca de su existencia son sus suscripciones en los concilios de Toledo VII, VIII, IX y X, celebrados respectivamente en los años 646, 653, 655 y 656.
| Predecesor: Ildisclo | Obispo de Sigüenza 640 – 656 | Sucesor: ? |